# Myiothlypis nigrocristata
Myiothlypis nigrocristata là một loài chim trong họ Parulidae.